# Aparecida Panisset
Maria Aparecida Panisset (Rio de Janeiro, 12 de novembro de 1947) é uma educadora e política brasileira filiada ao PDT.

## Biografia
Aos 12 anos ingressou na Igreja Nova Vida, da Cinelândia. Ainda adolescente, mudou-se com a família para o município de São Gonçalo. É professora de História.
Já integrou os quadros do Partido Democrático Trabalhista (PDT), Partido Progressista (PP) e Democratas (DEM). Dentre os cargos políticos que exerceu estão os de vereadora de São Gonçalo em duas legislaturas (entre 1996 e 2002) e deputada estadual (2003-2004).
Foi prefeita de São Gonçalo entre 2005 e 2012, tendo sido eleita pelo PFL em 2004 e reeleita pelo PDT quatro anos depois - sendo as duas eleições decididas ainda em primeiro turno.
Tem um irmão também político, Márcio Panisset, cuja candidatura para a prefeitura de Itaboraí foi indeferida pelo Tribunal Regional Eleitoral do Rio de Janeiro, em 2012. No mesmo ano, ao término de seu mandato, não conseguiu eleger seu sucessor, Adolfo Konder, e sofreu acusações de utilização da máquina pública para a campanha eleitoral.
Se candidatou a deputada federal nas eleições de 2014, mas teve o registro indeferido pela ministra do TSE Maria Thereza de Assis Moura, com base na Lei da Ficha Limpa, já que Panisset foi condenada por improbidade administrativa, em janeiro daquele ano, pela 20ª Câmara Cível do Tribunal de Justiça do Rio.
Voltou a disputar eleições em 2024, como candidata a vice-prefeita de São Gonçalo na chapa do deputado federal Dimas Gadelha (PT).